# Prêmio Nobel da Paz 2020
O Prêmio Nobel da Paz de 2020 foi concedido para o Programa Alimentar Mundial por seus "esforços para combater a fome" e prevenir seu "uso como arma de guerra e conflitos". O prêmio foi anunciado pelo Comitê Nobel Norueguês na sexta-feira, 9 de outubro de 2020, 11:00 CET.

## Comitê  Nobel
Com a tarefa de revisar as nomeações de setembro do ano anterior até 1 de fevereiro e, finalmente, selecionar os vencedores do prêmio, os membros do Comitê Nobel da Noruega nomeados pelo Parlamento norueguês na época do prêmio de 2020 foram listados como:
- Berit Reiss-Andersen (presidente, nascida em 1954), advogada (barrister) e presidente da Norwegian Bar Association, ex-secretária do Ministro da Justiça e Segurança Pública (representando o Labour Party). Membro do Comitê Nobel Norueguês desde 2012, reconduzida para o período 2018–2023.
- Henrik Syse (vice-presidente, nascido em 1966), Research Professor do Peace Research Institute Oslo. Membro do comitê desde 2015, nomeado para o período 2015-2020.
- Thorbjørn Jagland (nascido em 1950), ex-membro do parlamento e presidente do Storting e ex-Primeiro-Ministro pelo Labour Party, ex-secretário geral do Conselho da Europa. Membro do Comitê Nobel Norueguês de 2009 a 2015. Atual membro regular. Membro do Comitê desde 2009, reconduzido para o período 2015-2020.
- Anne Enger (nascida em 1949), ex-líder do Partido do Centro e Ministra da Cultura. Nomeada para o período 2018–2020.
- Asle Toje (nascido em 1974), acadêmico de política externa. Nomeado para o período 2018–2023.